# Тур WTA 2025
Тур WTA 2025 — елітний професійний цикл тенісних змагань, організований Жіночою тенісною асоціацією (WTA) в сезоні 2025 року. Календар Туру включає турніри Великого шолома (під опікою Міжнародної тенісної федерації  (ITF)), турніри WTA 1000, турніри WTA 500, турніри WTA 250, Кубок Біллі Джин Кінг (організований ITF), та завершальний турнір року (чемпіонат WTA).

## Календар
Нижче наведено розклад турнірів у календарі 2025 року.
Легенда
| Турніри Великого шолома |
| Підсумковий турнір року |
| WTA 1000                |
| WTA 500                 |
| WTA 250                 |
| Командні змагання       |

### Січень
| Тиждень           | Турнір | Чемпіонка                                              | Фіналістка                           | Півфіналістки                    | Чвертьфіналістки                                                   |
| ----------------- | --- | ------------------------------------------------------ | ------------------------------------ | -------------------------------- | ------------------------------------------------------------------ |
| 30 грудня         | United Cup Перт/Сідней, Австралія United Cup Тверде – $5,125,000 – 18 teams                                                     | Польща vs. США                                         | Польща vs. США                       | Казахстан Чехія                  | Німеччина Great Britain КНР Італія                                 |
| 30 грудня         | Brisbane International Брисбен, Австралія WTA 500 Тверде – $1,520,600 – 48S/24Q/16D Одиночний розряд – Парний розряд            | Аріна Соболенко 4–6, 6–3, 6–2                          | Поліна Кудерметова                   | Мірра Андрєєва Ангеліна Калініна | Маріє Боузкова Унс Джабір Ешлін Крюгер Кімберлі Біррелл            |
| 30 грудня         | Brisbane International Брисбен, Австралія WTA 500 Тверде – $1,520,600 – 48S/24Q/16D Одиночний розряд – Парний розряд            | Мірра Андрєєва Діана Шнайдер 7–6(8–6), 7–5             | Прісцілла Хон Ганна Калінська        | Мірра Андрєєва Ангеліна Калініна | Маріє Боузкова Унс Джабір Ешлін Крюгер Кімберлі Біррелл            |
| 30 грудня         | Auckland Open Окленд (Нова Зеландія), Нова Зеландія WTA 250 Тверде – $275,094 – 32S/24Q/16D Одиночний розряд – Парний розряд    | Клара Таусон 4–6, 0–0, ret.                            | Наомі Осака                          | Робін Монтгомері Алісія Паркс    | Медісон Кіз Бернарда Пера Кейті Волинець Гейлі Баптіст             |
| 30 грудня         | Auckland Open Окленд (Нова Зеландія), Нова Зеландія WTA 250 Тверде – $275,094 – 32S/24Q/16D Одиночний розряд – Парний розряд    | Цзян Сіню Wu Fang-hsien 6–3, 6–4                       | Александра Крунич Сабріна Сантамарія | Робін Монтгомері Алісія Паркс    | Медісон Кіз Бернарда Пера Кейті Волинець Гейлі Баптіст             |
| 6 січня           | Adelaide International Аделаїда, Австралія WTA 500 Тверде – $1,064,510 – 30S/24Q/16D Одиночний розряд – Парний розряд           | Медісон Кіз 6–3, 4–6, 6–1                              | Джессіка Пегула                      | Юлія Путінцева Людмила Самсонова | Ешлін Крюгер Діана Шнайдер Дарія Касаткіна Емма Наварро            |
| 6 січня           | Adelaide International Аделаїда, Австралія WTA 500 Тверде – $1,064,510 – 30S/24Q/16D Одиночний розряд – Парний розряд           | Ґо Ханю Олександра Панова 7–5, 6–4                     | Беатріс Аддад Мая Лаура Зігемунд     | Юлія Путінцева Людмила Самсонова | Ешлін Крюгер Діана Шнайдер Дарія Касаткіна Емма Наварро            |
| 6 січня           | Hobart International Гобарт, Австралія WTA 250 Тверде – $275,094 – 32S/24Q/16D Одиночний розряд – Парний розряд                 | Маккартні Кесслер 6–4, 3–6, 6–0                        | Елісе Мертенс                        | Еліна Аванесян Maya Joint        | Даяна Ястремська Аманда Анісімова Софія Кенін Вероніка Кудерметова |
| 6 січня           | Hobart International Гобарт, Австралія WTA 250 Тверде – $275,094 – 32S/24Q/16D Одиночний розряд – Парний розряд                 | Цзян Сіньюй Wu Fang-hsien 6–1, 7–6(8–6)                | Моніка Нікулеску Фанні Штоллар       | Еліна Аванесян Maya Joint        | Даяна Ястремська Аманда Анісімова Софія Кенін Вероніка Кудерметова |
| 13 січня 20 січня | Australian Open Мельбурн, Австралія Grand Slam Тверде – A$43,250,000 128S/128Q/64D/32X Одиночний розряд – Парний розряд – Мікст | Медісон Кіз 6–3, 2–6, 7–5                              | Аріна Соболенко                      | Паула Бадоса Іга Свьонтек        | Анастасія Павлюченкова Корі Гофф Еліна Світоліна Емма Наварро      |
| 13 січня 20 січня | Australian Open Мельбурн, Австралія Grand Slam Тверде – A$43,250,000 128S/128Q/64D/32X Одиночний розряд – Парний розряд – Мікст | Катержина Сінякова Тейлор Таунсенд 6–2, 6–7(4–7), 6–3  | Сє Шувей Олена Остапенко             | Паула Бадоса Іга Свьонтек        | Анастасія Павлюченкова Корі Гофф Еліна Світоліна Емма Наварро      |
| 13 січня 20 січня | Australian Open Мельбурн, Австралія Grand Slam Тверде – A$43,250,000 128S/128Q/64D/32X Одиночний розряд – Парний розряд – Мікст | Олівія Ґадецкі Джон Пірс (тенісист) 6–2, 6–7(4–7), 6–3 | Кімберлі Біррелл Джон-Патрік Сміт    | Паула Бадоса Іга Свьонтек        | Анастасія Павлюченкова Корі Гофф Еліна Світоліна Емма Наварро      |
| 27 січня          | Linz Open Лінц, Австрія WTA 500 Тверде (i) – $1,064,510 – 28S/24Q/16D Singles – Парний розряд                                   | Катерина Олександрова 6–2, 3–6, 7–5                    | Даяна Ястремська                     | Кароліна Мухова Клара Таусон     | Анастасія Потапова Петра Мартич Марія Саккарі Анна Блинкова        |
| 27 січня          | Linz Open Лінц, Австрія WTA 500 Тверде (i) – $1,064,510 – 28S/24Q/16D Singles – Парний розряд                                   | Тімеа Бабош Луїза Стефані 3–6, 7–5, [10–4]             | Людмила Кіченок Надія Кіченок        | Кароліна Мухова Клара Таусон     | Анастасія Потапова Петра Мартич Марія Саккарі Анна Блинкова        |
| 27 січня          | Singapore Open Сінгапур, Сінгапур WTA 250 Тверде (i) – $275,094 – 32S/16Q/16D Одиночний розряд – Парний розряд                  | Елісе Мертенс 6–1, 6–4                                 | Енн Лі                               | Ганна Калінська Ван Сіньюй       | Mananchaya Sawangkaew Кімберлі Біррелл Джил Тайхманн Каміла Осоріо |
| 27 січня          | Singapore Open Сінгапур, Сінгапур WTA 250 Тверде (i) – $275,094 – 32S/16Q/16D Одиночний розряд – Парний розряд                  | Дезіре Кравчик Джуліана Ольмос 7–5, 6–0                | Ван Сіньюй Чжен Сайсай               | Ганна Калінська Ван Сіньюй       | Mananchaya Sawangkaew Кімберлі Біррелл Джил Тайхманн Каміла Осоріо |

### Лютий
| Тиждень   | Турнір | Чемпіонка                                        | Фіналістка                          | Півфіналістки                          | Чвертьфіналістки                                                     |
| --------- | --- | ------------------------------------------------ | ----------------------------------- | -------------------------------------- | -------------------------------------------------------------------- |
| 3 лютого  | Abu Dhabi Open Абу-Дабі, ОАЕ WTA 500 Тверде – $1,064,510 – 28S/24Q/16D Одиночний розряд – Парний розряд             | Белінда Бенчич 4–6, 6–1, 6–1                     | Ешлін Крюгер                        | Олена Рибакіна Лінда Носкова           | Унс Джабір Маркета Вондроушова Лейла Фернандес Магда Лінетт          |
| 3 лютого  | Abu Dhabi Open Абу-Дабі, ОАЕ WTA 500 Тверде – $1,064,510 – 28S/24Q/16D Одиночний розряд – Парний розряд             | Олена Остапенко Еллен Перес 6–2, 6–1             | Крістіна Младенович Чжан Шуай       | Олена Рибакіна Лінда Носкова           | Унс Джабір Маркета Вондроушова Лейла Фернандес Магда Лінетт          |
| 3 лютого  | Transylvania Open Клуж-Напока, Румунія WTA 250 Тверде (i) – $275,094 – 32S/16Q/16D Одиночний розряд – Парний розряд | Анастасія Потапова 4–6, 6–1, 6–2                 | Лучія Бронцетті                     | Олександра Саснович Катержина Сінякова | Елля Зайдель Ангеліна Калініна Елізабетта Коччаретто Вікторія Томова |
| 3 лютого  | Transylvania Open Клуж-Напока, Румунія WTA 250 Тверде (i) – $275,094 – 32S/16Q/16D Одиночний розряд – Парний розряд | Маґалі Кемпен Анна Сіскова 6–3, 6–1              | Жаклін Крістіан Анджеліка Морателлі | Олександра Саснович Катержина Сінякова | Елля Зайдель Ангеліна Калініна Елізабетта Коччаретто Вікторія Томова |
| 10 лютого | Qatar Open Доха, Катар WTA 1000 Тверде – $3,654,963 – 56S/32Q/28D Одиночний розряд – Парний розряд                  | Аманда Анісімова 6–4, 6–3                        | Олена Остапенко                     | Катерина Олександрова Іга Свьонтек     | Джессіка Пегула Марта Костюк Унс Джабір Олена Рибакіна               |
| 10 лютого | Qatar Open Доха, Катар WTA 1000 Тверде – $3,654,963 – 56S/32Q/28D Одиночний розряд – Парний розряд                  | Сара Еррані Жасмін Паоліні 7–5, 7–6(12–10)       | Цзян Сіньюй У Фансьєнь              | Катерина Олександрова Іга Свьонтек     | Джессіка Пегула Марта Костюк Унс Джабір Олена Рибакіна               |
| 17 лютого | Dubai Tennis Championships Дубай, UAE WTA 1000 Тверде – $3,654,963 – 56S/32Q/28D Одиночний розряд – Парний розряд   | Мірра Андрєєва 7–6(7–1), 6–1                     | Клара Таусон                        | Кароліна Мухова Олена Рибакіна         | Лінда Носкова Сорана Кирстя Софія Кенін Іга Свьонтек                 |
| 17 лютого | Dubai Tennis Championships Дубай, UAE WTA 1000 Тверде – $3,654,963 – 56S/32Q/28D Одиночний розряд – Парний розряд   | Катержина Сінякова Тейлор Таунсенд 7–6(7–5), 6–4 | Сє Шувей Олена Остапенко            | Кароліна Мухова Олена Рибакіна         | Лінда Носкова Сорана Кирстя Софія Кенін Іга Свьонтек                 |
| 24 лютого | Mérida Open Мерида, Мексика WTA 500 Тверде – $1,064,510 – 28S/24Q/16D Одиночний розряд – Парний розряд              | Емма Наварро 6–0, 6–0                            | Еміліана Аранго                     | Еліна Аванесян Дар'я Савілл            | Зейнеп Сьонмез Мая Джойнт Ребекка Шрамкова Паула Бадоса              |
| 24 лютого | Mérida Open Мерида, Мексика WTA 500 Тверде – $1,064,510 – 28S/24Q/16D Одиночний розряд – Парний розряд              | Катажина Пітер Маяр Шеріф 7–6(7–2), 7–5          | Анна Даніліна Ірина Хромачова       | Еліна Аванесян Дар'я Савілл            | Зейнеп Сьонмез Мая Джойнт Ребекка Шрамкова Паула Бадоса              |
| 24 лютого | ATX Open Остін, США WTA 250 Тверде – $275,094 – 32S/16Q/16D Одиночний розряд – Парний розряд                        | Джессіка Пегула 7–5, 6–2                         | Маккартні Кесслер                   | Айла Том'янович Грет Міннен            | Ганна Блінкова Ена Сібахара Керолайн Долегайд Сорана Кирстя          |
| 24 лютого | ATX Open Остін, США WTA 250 Тверде – $275,094 – 32S/16Q/16D Одиночний розряд – Парний розряд                        | Ганна Блінкова Юань Юе 3–6, 6–1, [10–4]          | Маккартні Кесслер Чжан Шуай         | Айла Том'янович Грет Міннен            | Ганна Блінкова Ена Сібахара Керолайн Долегайд Сорана Кирстя          |

### Березень
| Тиждень               | Турнір | Чемпіонка                                           | Фіналістка                       | Півфіналістки                          | Чвертьфіналістки                                               |
| --------------------- | --- | --------------------------------------------------- | -------------------------------- | -------------------------------------- | -------------------------------------------------------------- |
| 3 березня 10 березня  | Indian Wells Open Індіан-Веллс, США WTA 1000 Тверде – $8,963,700 – 96S/48Q/32D/12X Одиночний розряд – Парний розряд – Мікст | Мірра Андрєєва 2–6, 6–4, 6–3                        | Аріна Соболенко                  | Медісон Кіз Іга Свьонтек               | Людмила Самсонова Белінда Бенчич Еліна Світоліна Чжен Ціньвень |
| 3 березня 10 березня  | Indian Wells Open Індіан-Веллс, США WTA 1000 Тверде – $8,963,700 – 96S/48Q/32D/12X Одиночний розряд – Парний розряд – Мікст | Ейджа Мухаммад Демі Схюрс 6–2, 7–6(7–4)             | Тереза Михалкова Олівія Ніколлз  | Медісон Кіз Іга Свьонтек               | Людмила Самсонова Белінда Бенчич Еліна Світоліна Чжен Ціньвень |
| 3 березня 10 березня  | Indian Wells Open Індіан-Веллс, США WTA 1000 Тверде – $8,963,700 – 96S/48Q/32D/12X Одиночний розряд – Парний розряд – Мікст | Сара Еррані Андреа Вавассорі 6–2, 7–6(7–4)          | Бетані Маттек-Сендс Мате Павич   | Медісон Кіз Іга Свьонтек               | Людмила Самсонова Белінда Бенчич Еліна Світоліна Чжен Ціньвень |
| 17 березня 24 березня | Miami Open Маямі-Гарденс, США WTA 1000 Тверде – $8,963,700 – 96S/48Q/32D Одиночний розряд – Парний розряд                   | Аріна Соболенко 7–5, 6–2                            | Джессіка Пегула                  | Жасмін Паоліні Александра Еала         | Чжен Ціньвень Магда Лінетт Емма Радукану Іга Свьонтек          |
| 17 березня 24 березня | Miami Open Маямі-Гарденс, США WTA 1000 Тверде – $8,963,700 – 96S/48Q/32D Одиночний розряд – Парний розряд                   | Мірра Андрєєва Діана Шнайдер 6–3, 6–7(5–7), [10–2]  | Крістіна Букша Като Мію          | Жасмін Паоліні Александра Еала         | Чжен Ціньвень Магда Лінетт Емма Радукану Іга Свьонтек          |
| 31 березня            | Charleston Open Чарлстон, США WTA 500 Ґрунт (green) – $1,064,510 – 48S/24Q/16D Одиночний розряд – Парний розряд             | Джессіка Пегула 6–3, 7–5                            | Софія Кенін                      | Катерина Олександрова Аманда Анісімова | Даніель Коллінз Чжен Ціньвень Емма Наварро Ганна Калінська     |
| 31 березня            | Charleston Open Чарлстон, США WTA 500 Ґрунт (green) – $1,064,510 – 48S/24Q/16D Одиночний розряд – Парний розряд             | Олена Остапенко Ерін Рутліфф 6–4, 6–2               | Керолайн Долегайд Дезіре Кравчик | Катерина Олександрова Аманда Анісімова | Даніель Коллінз Чжен Ціньвень Емма Наварро Ганна Калінська     |
| 31 березня            | Copa Colsanitas Богота, Колумбія WTA 250 Ґрунт – $275,094 – 32S/16Q/16D Одиночний розряд – Парний розряд                    | Каміла Осоріо 6–3, 6–3                              | Катажина Кава                    | Julieta Pareja Юлія Рієра              | Маріє Боузкова Леолія Жанжан Леа Бошкович Татьяна Марія        |
| 31 березня            | Copa Colsanitas Богота, Колумбія WTA 250 Ґрунт – $275,094 – 32S/16Q/16D Одиночний розряд – Парний розряд                    | Крістіна Букша Сара Соррібес Тормо 5–7, 6–2, [10–5] | Ірина Бара Лаура Пігоссі         | Julieta Pareja Юлія Рієра              | Маріє Боузкова Леолія Жанжан Леа Бошкович Татьяна Марія        |

### Квітень
| Тиждень             | Турнір | Чемпіонка                                                                                                   | Фіналістка | Півфіналістки                        | Чвертьфіналістки                                                                          |
| ------------------- | --- | --- | --- | ------------------------------------ | ----------------------------------------------------------------------------------------- |
| 7 квітня            | Кубок Біллі Джин Кінг                                                                                          | Переможці кваліфікації · Японія · Іспанія · Сполучені Штати Америки · Казахстан · Україна · Велика Британія | Переможені у кваліфікації · Канада · Румунія · Чехія · Бразилія · Словаччина · Данія · Австралія · Колумбія · Польща · Швейцарія · Нідерланди · Німеччина |                                      |                                                                                           |
| 14 квітня           | Stuttgart Open Штутгарт, Німеччина WTA 500 Ґрунт (i) – $925,661 – 28S/16Q/14D Одиночний розряд – Парний розряд | Олена Остапенко 6–4, 6–1                                                                                    | Аріна Соболенко | Жасмін Паоліні Катерина Олександрова | Елісе Мертенс Корі Гофф Джессіка Пегула Іга Свьонтек                                      |
| 14 квітня           | Stuttgart Open Штутгарт, Німеччина WTA 500 Ґрунт (i) – $925,661 – 28S/16Q/14D Одиночний розряд – Парний розряд | Габріела Дабровскі Ерін Рутліфф 6–3, 6–3                                                                    | Катерина Олександрова Чжан Шуай | Жасмін Паоліні Катерина Олександрова | Елісе Мертенс Корі Гофф Джессіка Пегула Іга Свьонтек                                      |
| 14 квітня           | Open de Rouen Руан, Франція WTA 250 Ґрунт (i) – €239,212 – 32S/24Q/16D Одиночний розряд – Парний розряд        | Еліна Світоліна 6–4, 7–6(10–8)                                                                              | Ольга Данилович | Елена-Габрієла Русе Сюзан Ламенс     | Джессіка Боусас Манейро Джессіка Понше Моюка Утідзіма Tiantsoa Sarah Rakotomanga Rajaonah |
| 14 квітня           | Open de Rouen Руан, Франція WTA 250 Ґрунт (i) – €239,212 – 32S/24Q/16D Одиночний розряд – Парний розряд        | Александра Крунич Сабріна Сантамарія 6–0, 6–4                                                               | Ірина Хромачова Лінда Носкова | Елена-Габрієла Русе Сюзан Ламенс     | Джессіка Боусас Манейро Джессіка Понше Моюка Утідзіма Tiantsoa Sarah Rakotomanga Rajaonah |
| 21 квітня 28 квітня | Madrid Open Мадрид, Іспанія WTA 1000 Ґрунт – €7,854,000 – 96S/48Q/32D Одиночний розряд – Парний розряд         | Аріна Соболенко 6–3, 7–6(7–3)                                                                               | Корі Гофф | Еліна Світоліна Іга Свьонтек         | Марта Костюк Моюка Утідзіма Мірра Андрєєва Медісон Кіз                                    |
| 21 квітня 28 квітня | Madrid Open Мадрид, Іспанія WTA 1000 Ґрунт – €7,854,000 – 96S/48Q/32D Одиночний розряд – Парний розряд         | Сорана Кирстя Ганна Калінська 6–7(10–12), 6–2, [12–10]                                                      | Вероніка Кудерметова Елісе Мертенс | Еліна Світоліна Іга Свьонтек         | Марта Костюк Моюка Утідзіма Мірра Андрєєва Медісон Кіз                                    |

### Травень
| Тиждень            | Турнір | Чемпіонка                                       | Фіналістка                            | Півфіналістки                     | Чвертьфіналістки                                                |
| ------------------ | --- | ----------------------------------------------- | ------------------------------------- | --------------------------------- | --------------------------------------------------------------- |
| 5 травня 12 травня | Italian Open Рим, Італія WTA 1000 Ґрунт – €6,009,593 – 96S/48Q/32D Одиночний розряд – Парний розряд                                        | Жасмін Паоліні 6–4, 6–2                         | Коко Гофф                             | Чжен Ціньвень Пейтон Стернс       | Аріна Соболенко Мірра Андрєєва Діана Шнайдер Еліна Світоліна    |
| 5 травня 12 травня | Italian Open Рим, Італія WTA 1000 Ґрунт – €6,009,593 – 96S/48Q/32D Одиночний розряд – Парний розряд                                        | Сара Еррані Жасмін Паоліні 6–4, 7–5             | Вероніка Кудерметова Елісе Мертенс    | Чжен Ціньвень Пейтон Стернс       | Аріна Соболенко Мірра Андрєєва Діана Шнайдер Еліна Світоліна    |
| 19 травня          | Internationaux de Strasbourg Страсбург, Франція WTA 500 Ґрунт – €925,661 – 28S/16Q/16D Одиночний розряд – Парний розряд                    | Олена Рибакіна 6–1, 6–7(2–7), 6–1               | Людмила Самсонова                     | Даніель Коллінз Беатріс Аддад Мая | Ганна Калінська Паула Бадоса Магда Лінетт Емма Наварро          |
| 19 травня          | Internationaux de Strasbourg Страсбург, Франція WTA 500 Ґрунт – €925,661 – 28S/16Q/16D Одиночний розряд – Парний розряд                    | Тімеа Бабош Луїза Стефані 6–3, 6–7(3–7), [10–7] | Ґо Ханю Ніколь Меліхар                | Даніель Коллінз Беатріс Аддад Мая | Ганна Калінська Паула Бадоса Магда Лінетт Емма Наварро          |
| 19 травня          | Morocco Open Рабат, Марокко WTA 250 Ґрунт – $275,094 – 32S/16Q/16D Одиночний розряд – Парний розряд                                        | Мая Джойнт 6–3, 6–2                             | Жаклін Крістіан                       | Айла Том'янович Каміла Осоріо     | Джессіка Боусас Манейро Енн Лі Анастасія Севастова Марія Матіас |
| 19 травня          | Morocco Open Рабат, Марокко WTA 250 Ґрунт – $275,094 – 32S/16Q/16D Одиночний розряд – Парний розряд                                        | Мая Джойнт Оксана Калашникова 6–3, 7–5          | Анджеліка Морателлі Камілла Розателло | Айла Том'янович Каміла Осоріо     | Джессіка Боусас Манейро Енн Лі Анастасія Севастова Марія Матіас |
| 26 травня 2 червня | Відкритий чемпіонат Франції з тенісу Париж, Франція Grand Slam Ґрунт – €26,334,000 – 128S/64D/32X Одиночний розряд – Парний розряд – Мікст | Коко Гофф 6–7(5–7), 6–2, 6–4                    | Аріна Соболенко                       | Іга Свьонтек Лоїс Буассон         | Чжен Ціньвень Еліна Світоліна Мірра Андрєєва Медісон Кіз        |
| 26 травня 2 червня | Відкритий чемпіонат Франції з тенісу Париж, Франція Grand Slam Ґрунт – €26,334,000 – 128S/64D/32X Одиночний розряд – Парний розряд – Мікст | Сара Еррані Жасмін Паоліні 6–4, 2–6, 6–1        | Анна Даніліна Александра Крунич       | Іга Свьонтек Лоїс Буассон         | Чжен Ціньвень Еліна Світоліна Мірра Андрєєва Медісон Кіз        |
| 26 травня 2 червня | Відкритий чемпіонат Франції з тенісу Париж, Франція Grand Slam Ґрунт – €26,334,000 – 128S/64D/32X Одиночний розряд – Парний розряд – Мікст | Сара Еррані Андреа Вавассорі 6–4, 2–6, 6–1      | Тейлор Таунсенд Еван Кінґ             | Іга Свьонтек Лоїс Буассон         | Чжен Ціньвень Еліна Світоліна Мірра Андрєєва Медісон Кіз        |

### Червень
| Тиждень           | Турнір | Чемпіонка                                        | Фіналістка                       | Півфіналістки                               | Чвертьфіналістки                                                       |
| ----------------- | --- | ------------------------------------------------ | -------------------------------- | ------------------------------------------- | ---------------------------------------------------------------------- |
| 9 червня          | Queen's Club Championships Лондон, Велика Британія (острів) WTA 500 Трава – $1,415,000 – 28S/24Q/16D Одиночний розряд – Парний розряд | Татьяна Марія 6–3, 6–4                           | Аманда Анісімова                 | Чжен Ціньвень Медісон Кіз                   | Емма Радукану Емма Наварро Олена Рибакіна Діана Шнайдер                |
| 9 червня          | Queen's Club Championships Лондон, Велика Британія (острів) WTA 500 Трава – $1,415,000 – 28S/24Q/16D Одиночний розряд – Парний розряд | Ейджа Мухаммад Демі Схюрс 7–5, 6–7(3–7), [10–4]  | Анна Даніліна Діана Шнайдер      | Чжен Ціньвень Медісон Кіз                   | Емма Радукану Емма Наварро Олена Рибакіна Діана Шнайдер                |
| 9 червня          | Libéma Open Росмален, Нідерланди WTA 250 Трава – €239,212 – 32S/24Q/16D Одиночний розряд – Парний розряд                              | Елісе Мертенс 6–3, 7–6(7–4)                      | Елена-Габрієла Русе              | Елізабетта Коччаретто Катерина Олександрова | Б'янка Андреєску Сюзан Ламенс Юань Юе Вероніка Кудерметова             |
| 9 червня          | Libéma Open Росмален, Нідерланди WTA 250 Трава – €239,212 – 32S/24Q/16D Одиночний розряд – Парний розряд                              | Ірина Хромачова Фанні Штоллар 7–5, 6–3           | Ніколь Меліхар Людмила Самсонова | Елізабетта Коччаретто Катерина Олександрова | Б'янка Андреєску Сюзан Ламенс Юань Юе Вероніка Кудерметова             |
| 16 червня         | German Open Берлін, Німеччина WTA 500 Трава – €925,661 – 28S/24Q/16D Одиночний розряд – Парний розряд                                 | Маркета Вондроушова 7–6(12–10), 4–6, 6–2         | Ван Сіньюй                       | Аріна Соболенко Людмила Самсонова           | Олена Рибакіна Унс Джабір Аманда Анісімова Паула Бадоса                |
| 16 червня         | German Open Берлін, Німеччина WTA 500 Трава – €925,661 – 28S/24Q/16D Одиночний розряд – Парний розряд                                 | Тереза Михалкова Олівія Ніколлз 4−6, 6−2, [10−6] | Сара Еррані Жасмін Паоліні       | Аріна Соболенко Людмила Самсонова           | Олена Рибакіна Унс Джабір Аманда Анісімова Паула Бадоса                |
| 16 червня         | Nottingham Open Ноттінгем, Велика Британія (острів) WTA 250 Трава – $275,094 – 32S/24Q/16D Одиночний розряд – Парний розряд           | Маккартні Кесслер 6–4, 7–5                       | Даяна Ястремська                 | Ребекка Шрамкова Магда Лінетт               | Кеті Бултер Лінда Носкова Лейла Фернандес Клара Таусон                 |
| 16 червня         | Nottingham Open Ноттінгем, Велика Британія (острів) WTA 250 Трава – $275,094 – 32S/24Q/16D Одиночний розряд – Парний розряд           | Беатріс Аддад Мая Лаура Зігемунд 6–3, 6–2        | Анна Даніліна Ена Сібахара       | Ребекка Шрамкова Магда Лінетт               | Кеті Бултер Лінда Носкова Лейла Фернандес Клара Таусон                 |
| 23 червня         | Bad Homburg Open Бад-Гомбург, Німеччина WTA 500 Трава – $1,064,510 – 32S/16Q/16D Одиночний розряд – Парний розряд                     | Джессіка Пегула 6–4, 7–5                         | Іга Свьонтек                     | Лінда Носкова Жасмін Паоліні                | Емма Наварро Мірра Андрєєва Катерина Олександрова Беатріс Аддад Мая    |
| 23 червня         | Bad Homburg Open Бад-Гомбург, Німеччина WTA 500 Трава – $1,064,510 – 32S/16Q/16D Одиночний розряд – Парний розряд                     | Ґо Ханю Олександра Панова 4–6, 7–6(7–4), [10–5]  | Людмила Кіченок Еллен Перес      | Лінда Носкова Жасмін Паоліні                | Емма Наварро Мірра Андрєєва Катерина Олександрова Беатріс Аддад Мая    |
| 23 червня         | Eastbourne Open Істборн, Велика Британія WTA 250 Трава – $389,000 – 32S/24Q/16D Одиночний розряд – Парний розряд                      | Мая Джойнт 6–4, 1–6, 7–6(12–10)                  | Александра Еала                  | Анастасія Павлюченкова Варвара Ґрачова      | Ганна Блінкова Камілла Рахімова Даяна Ястремська Барбора Крейчикова    |
| 23 червня         | Eastbourne Open Істборн, Велика Британія WTA 250 Трава – $389,000 – 32S/24Q/16D Одиночний розряд – Парний розряд                      | Маріє Боузкова Анна Даніліна 6–4, 7–5            | Сє Шувей Мая Джойнт              | Анастасія Павлюченкова Варвара Ґрачова      | Ганна Блінкова Камілла Рахімова Даяна Ястремська Барбора Крейчикова    |
| 30 червня 7 липня | Вімблдонський турнір Лондон, Велика Британія Grand Slam Трава – $25,161,500 – 128S/64D/32X Одиночний розряд – Парний розряд – Мікст   | Іга Свьонтек 6–0, 6–0                            | Аманда Анісімова                 | Аріна Соболенко Белінда Бенчич              | Лаура Зігемунд Анастасія Павлюченкова Мірра Андрєєва Людмила Самсонова |
| 30 червня 7 липня | Вімблдонський турнір Лондон, Велика Британія Grand Slam Трава – $25,161,500 – 128S/64D/32X Одиночний розряд – Парний розряд – Мікст   | Вероніка Кудерметова Елісе Мертенс 3–6, 6–2, 6–4 | Сє Шувей Олена Остапенко         | Аріна Соболенко Белінда Бенчич              | Лаура Зігемунд Анастасія Павлюченкова Мірра Андрєєва Людмила Самсонова |
| 30 червня 7 липня | Вімблдонський турнір Лондон, Велика Британія Grand Slam Трава – $25,161,500 – 128S/64D/32X Одиночний розряд – Парний розряд – Мікст   | Катержина Сінякова Сем Вербек 3–6, 6–2, 6–4      | Луїза Стефані Джо Солсбері       | Аріна Соболенко Белінда Бенчич              | Лаура Зігемунд Анастасія Павлюченкова Мірра Андрєєва Людмила Самсонова |

### Липень
| Тиждень  | Турнір | Чемпіонка                                     | Фіналістка                        | Півфіналістки                            | Чвертьфіналістки                                                        |
| -------- | --- | --------------------------------------------- | --------------------------------- | ---------------------------------------- | ----------------------------------------------------------------------- |
| 14 липня | Hopman Cup Барі, Італія ITF Mixed Teams Championships Тверде – 6 teams (RR)                                                       | Канада · 2–1                                  | Італія                            | Раунд robin (Group A) · Греція · Іспанія | Раунд robin (Group B) · Хорватія · Франція                              |
| 14 липня | Iași Open Ясси, Румунія WTA 250 Ґрунт – €239,212 – 32S/24Q/16D Одиночний розряд – Парний розряд                                   | Ірина-Камелія Бегу 6–0, 7–5                   | Джил Тайхманн                     | Сорана Кирстя Жаклін Крістіан            | Марія Лурдес Карле Сімона Валтерт Анна Сіскова Панна Удварді            |
| 14 липня | Iași Open Ясси, Румунія WTA 250 Ґрунт – €239,212 – 32S/24Q/16D Одиночний розряд – Парний розряд                                   | Вероніка Ер'явець Панна Удварді 7–5, 6–3      | Марія Лурдес Карле Сімона Валтерт | Сорана Кирстя Жаклін Крістіан            | Марія Лурдес Карле Сімона Валтерт Анна Сіскова Панна Удварді            |
| 14 липня | Hamburg Open Гамбург, Німеччина WTA 250 Ґрунт – €275,094 – 32S/24Q/16D Одиночний розряд – Парний розряд                           | Лоїс Буассон 7–5, 6–3                         | Анна Бондар                       | Кайя Юван Даяна Ястремська               | Катерина Олександрова Leyre Romero Gormaz Вікторія Томова Дальма Гальфі |
| 14 липня | Hamburg Open Гамбург, Німеччина WTA 250 Ґрунт – €275,094 – 32S/24Q/16D Одиночний розряд – Парний розряд                           | Надія Кіченок Макото Ніномія 6–4, 3–6, [11–9] | Анна Бондар Аранча Рус            | Кайя Юван Даяна Ястремська               | Катерина Олександрова Leyre Romero Gormaz Вікторія Томова Дальма Гальфі |
| 21 липня | Washington Open Washington DC, Сполучені Штати Америки WTA 500 Тверде – $1,282,951 – 28S/24Q/16D Одиночний розряд – Парний розряд | Лейла Фернандес 6–1, 6–2                      | Ганна Калінська                   | Олена Рибакіна Емма Радукану             | Тейлор Таунсенд Магдалена Френх Клара Таусон Марія Саккарі              |
| 21 липня | Washington Open Washington DC, Сполучені Штати Америки WTA 500 Тверде – $1,282,951 – 28S/24Q/16D Одиночний розряд – Парний розряд | Тейлор Таунсенд Чжан Шуай 6–1, 6–1            | Керолайн Долегайд Софія Кенін     | Олена Рибакіна Емма Радукану             | Тейлор Таунсенд Магдалена Френх Клара Таусон Марія Саккарі              |
| 21 липня | Prague Open Прага, Чехія WTA 250 Тверде – $275,094 – 32S/24Q/16D Одиночний розряд – Парний розряд                                 | Маріє Боузкова 2–6, 6–1, 6–3                  | Лінда Носкова                     | Ван Сіньюй Тереза Валентова              | Катержина Сінякова Сара Бейлек Енн Лі Джессіка Понше                    |
| 21 липня | Prague Open Прага, Чехія WTA 250 Тверде – $275,094 – 32S/24Q/16D Одиночний розряд – Парний розряд                                 | Надія Кіченок Макото Ніномія 1–6, 6–4, [10–7] | Lucie Havlíčková Лаура Самсон     | Ван Сіньюй Тереза Валентова              | Катержина Сінякова Сара Бейлек Енн Лі Джессіка Понше                    |
| 28 липня | Canadian Open Монреаль, Канада WTA 1000 Тверде – $5,152,599 – 96S/32Q/32D Одиночний розряд – Парний розряд                        | Вікторія Мбоко 2–6, 6–4, 6–1                  | Наомі Осака                       | Олена Рибакіна Клара Таусон              | Джессіка Боусас Манейро Марта Костюк Еліна Світоліна Медісон Кіз        |
| 28 липня | Canadian Open Монреаль, Канада WTA 1000 Тверде – $5,152,599 – 96S/32Q/32D Одиночний розряд – Парний розряд                        | Коко Гофф Маккартні Кесслер 6–4, 1–6, [13–11] | Тейлор Таунсенд Чжан Шуай         | Олена Рибакіна Клара Таусон              | Джессіка Боусас Манейро Марта Костюк Еліна Світоліна Медісон Кіз        |

### Серпень
| Тиждень            | Турнір | Чемпіонка                                | Фіналістка                | Півфіналістки                       | Чвертьфіналістки                                          |
| ------------------ | --- | ---------------------------------------- | ------------------------- | ----------------------------------- | --------------------------------------------------------- |
| 4 серпня 11 серпня | Cincinnati Open Мейсон, Сполучені Штати Америки WTA 1000 Тверде – $5,152,599 – 96S/48Q/32D Одиночний розряд – Парний розряд                     | Іга Свьонтек 7–5, 6–4                    | Жасмін Паоліні            | Олена Рибакіна Вероніка Кудерметова | Аріна Соболенко Ганна Калінська Варвара Ґрачова Коко Гофф |
| 4 серпня 11 серпня | Cincinnati Open Мейсон, Сполучені Штати Америки WTA 1000 Тверде – $5,152,599 – 96S/48Q/32D Одиночний розряд – Парний розряд                     | Габріела Дабровскі Ерін Рутліфф 6–4, 6–3 | Ґо Ханю Олександра Панова | Олена Рибакіна Вероніка Кудерметова | Аріна Соболенко Ганна Калінська Варвара Ґрачова Коко Гофф |
| 18 серпня          | Monterrey Open Монтеррей, Мексика WTA 500 Тверде – $ – 28S/24Q/16D Одиночний розряд, парний розряд                                              | vs.                                      | vs.                       |                                     |                                                           |
| 18 серпня          | Monterrey Open Монтеррей, Мексика WTA 500 Тверде – $ – 28S/24Q/16D Одиночний розряд, парний розряд                                              | / vs. /                                  |                           |                                     |                                                           |
| 18 серпня          | Tennis in the Land, Клівленд, Сполучені Штати Америки WTA 250 Тверде – $ – 32S/24Q/16D Одиночний розряд, парний розряд                          | vs.                                      | vs.                       |                                     |                                                           |
| 18 серпня          | Tennis in the Land, Клівленд, Сполучені Штати Америки WTA 250 Тверде – $ – 32S/24Q/16D Одиночний розряд, парний розряд                          | / vs. /                                  |                           |                                     |                                                           |
| 25 серпня Sept 1   | Відкритий чемпіонат США з тенісу Нью-Йорк, Сполучені Штати Америки Grand Slam Тверде – $ – 128S/64D/32X Одиночний розряд, парний розряд – Мікст | vs.                                      | vs.                       |                                     |                                                           |
| 25 серпня Sept 1   | Відкритий чемпіонат США з тенісу Нью-Йорк, Сполучені Штати Америки Grand Slam Тверде – $ – 128S/64D/32X Одиночний розряд, парний розряд – Мікст | / vs. /                                  |                           |                                     |                                                           |

### Вересень
| Тиждень               | Турнір | Чемпіонка | Фіналістка | Півфіналістки | Чвертьфіналістки |
| --------------------- | --- | --------- | ---------- | ------------- | ---------------- |
| 8 вересня             | Guadalajara Open Akron Гвадалахара (Мексика), Мексика WTA 500 Тверде – $ – 28S/24Q/16D Одиночний розряд, парний розряд                | vs.       | vs.        |               |                  |
| 8 вересня             | Guadalajara Open Akron Гвадалахара (Мексика), Мексика WTA 500 Тверде – $ – 28S/24Q/16D Одиночний розряд, парний розряд                | / vs. /   |            |               |                  |
| 8 вересня             | Jasmin Open Монастір, Туніс WTA 250 Тверде – $ – 32S/24Q/16D Одиночний розряд, парний розряд                                          | vs.       | vs.        |               |                  |
| 8 вересня             | Jasmin Open Монастір, Туніс WTA 250 Тверде – $ – 32S/24Q/16D Одиночний розряд, парний розряд                                          | / vs. /   |            |               |                  |
| 15 вересня            | Hansol Korea Open Tennis Championships Сеул, Південна Корея WTA 500 Тверде – $ – 28S/24Q/16D Одиночний розряд, парний розряд          | vs.       | vs.        |               |                  |
| 15 вересня            | Hansol Korea Open Tennis Championships Сеул, Південна Корея WTA 500 Тверде – $ – 28S/24Q/16D Одиночний розряд, парний розряд          | / vs. /   |            |               |                  |
| 15 вересня            | Ningbo International Tennis Open Нінбо, Китайська Народна Республіка WTA 250 Тверде – $ – 32S/24Q/16D Одиночний розряд, парний розряд | vs.       | vs.        |               |                  |
| 15 вересня            | Ningbo International Tennis Open Нінбо, Китайська Народна Республіка WTA 250 Тверде – $ – 32S/24Q/16D Одиночний розряд, парний розряд | / vs. /   |            |               |                  |
| 22 вересня 29 вересня | China Open Пекін, Китайська Народна Республіка WTA 1000 Тверде – $ – 96S/48Q/32D Одиночний розряд, парний розряд                      | vs.       | vs.        |               |                  |
| 22 вересня 29 вересня | China Open Пекін, Китайська Народна Республіка WTA 1000 Тверде – $ – 96S/48Q/32D Одиночний розряд, парний розряд                      | / vs. /   |            |               |                  |

### Жовтень
| Тиждень   | Турнір | Чемпіонка | Фіналістка | Півфіналістки | Чвертьфіналістки |
| --------- | --- | --------- | ---------- | ------------- | ---------------- |
| 6 жовтня  | Wuhan Open Ухань, Китайська Народна Республіка WTA 1000 Тверде – $ – 56S/24Q/28D Одиночний розряд, парний розряд                                 | vs.       | vs.        |               |                  |
| 6 жовтня  | Wuhan Open Ухань, Китайська Народна Республіка WTA 1000 Тверде – $ – 56S/24Q/28D Одиночний розряд, парний розряд                                 | / vs. /   |            |               |                  |
| 13 жовтня | Ningbo International Tennis Open Нінбо, Китайська Народна Республіка WTA 500 Тверде – $ – 28S/24Q/16D Одиночний розряд, парний розряд            | vs.       | vs.        |               |                  |
| 13 жовтня | Ningbo International Tennis Open Нінбо, Китайська Народна Республіка WTA 500 Тверде – $ – 28S/24Q/16D Одиночний розряд, парний розряд            | / vs. /   |            |               |                  |
| 13 жовтня | Japan Open Осака, Японія WTA 250 Тверде – $ – 32S/24Q/16D Одиночний розряд, парний розряд                                                        | vs.       | vs.        |               |                  |
| 13 жовтня | Japan Open Осака, Японія WTA 250 Тверде – $ – 32S/24Q/16D Одиночний розряд, парний розряд                                                        | / vs. /   |            |               |                  |
| 20 жовтня | Toray Pan Pacific Open Токіо, Японія WTA 500 Тверде – $ – 28S/24Q/16D Одиночний розряд, парний розряд                                            | vs.       | vs.        |               |                  |
| 20 жовтня | Toray Pan Pacific Open Токіо, Японія WTA 500 Тверде – $ – 28S/24Q/16D Одиночний розряд, парний розряд                                            | / vs. /   |            |               |                  |
| 20 жовтня | Guangzhou International Women's Open Гуанчжоу, Китайська Народна Республіка WTA 250 Тверде – $ – 32S/24Q/16D Одиночний розряд, парний розряд     | vs.       | vs.        |               |                  |
| 20 жовтня | Guangzhou International Women's Open Гуанчжоу, Китайська Народна Республіка WTA 250 Тверде – $ – 32S/24Q/16D Одиночний розряд, парний розряд     | / vs. /   |            |               |                  |
| 27 жовтня | Hong Kong Tennis Open Гонконг, Китайська Народна Республіка WTA 250 Тверде – $ – 32S/24Q/16D Одиночний розряд, парний розряд                     | vs.       | vs.        |               |                  |
| 27 жовтня | Hong Kong Tennis Open Гонконг, Китайська Народна Республіка WTA 250 Тверде – $ – 32S/24Q/16D Одиночний розряд, парний розряд                     | / vs. /   |            |               |                  |
| 27 жовтня | Jiangxi International Women's Tennis Open Цзюцзян, Китайська Народна Республіка WTA 250 Тверде – $ – 32S/24Q/16D Одиночний розряд, парний розряд | vs.       | vs.        |               |                  |
| 27 жовтня | Jiangxi International Women's Tennis Open Цзюцзян, Китайська Народна Республіка WTA 250 Тверде – $ – 32S/24Q/16D Одиночний розряд, парний розряд | / vs. /   |            |               |                  |

### Листопад
| Тиждень      | Турнір | Чемпіонка | Фіналістка | Півфіналістки | Чвертьфіналістки |
| ------------ | --- | --------- | ---------- | ------------- | ---------------- |
| 3 листопада  | WTA Finals Ер-Ріяд, Саудівська Аравія Рік-end championships Тверде (i) – $ – 8S/8D Одиночний розряд, парний розряд | vs.       | vs.        |               |                  |
| 3 листопада  | WTA Finals Ер-Ріяд, Саудівська Аравія Рік-end championships Тверде (i) – $ – 8S/8D Одиночний розряд, парний розряд | / vs. /   |            |               |                  |
| 10 листопада | Billie Jean King Cup Finals TBD, TBD Тверде (i) – 8 teams                                                          | vs.       | vs.        |               |                  |